# Confess (álbum)
Confess é o segundo álbum do cantor americano Twin Shadow. O álbum foi produzido pelo próprio (George Lewis Jr.)

## Antecedentes e gravação
Embora seu álbum antecessor Forget relembra o passado, "Confess" incide sobre o presente, como George Lewis Jr. afirma:

## Faixas
Todas as faixas escritas e compostas por George W. Lewis Jr. 
| N.º            | Título                                                              | Duração |  |
| 1.             | "Golden Light"                                                      | 4:38    |  |
| 2.             | "You Call Me On"                                                    | 3:31    |  |
| 3.             | "Five Seconds"                                                      | 4:20    |  |
| 4.             | "Run My Heart"                                                      | 4:38    |  |
| 5.             | "The One"                                                           | 3:18    |  |
| 6.             | "Beg for the Night"                                                 | 3:42    |  |
| 7.             | "Patient"                                                           | 3:25    |  |
| 8.             | "When the Movie's Over"                                             | 3:58    |  |
| 9.             | "I Don't Care"                                                      | 2:47    |  |
| 10.            | "Be Mine Tonight/Mirror In The Dark ( Hidden Track starts at 5:27)" | 8:49    |  |
| Duração total: | Duração total:                                                      | 43:08   |  |

## Críticas profissionais
| Críticas profissionais | Críticas profissionais |
| Pontuações agregadas   | Pontuações agregadas   |
| Fonte                  | Avaliação              |
| ---------------------- | ---------------------- |
| Metacritic             | 76/100                 |
| Avaliações da crítica  |                        |
| Fonte                  | Avaliação              |
| Allmusic               | [ 1 ]                  |
| Pitchfork Media        | [ 8 ]                  |
| NME                    | [ 2 ]                  |
| Consequence of Sound   | [ 9 ]                  |

A recepção para Confess foi positivo. No Metacritic, que atribui uma classificação normalizada de 100, a opiniões de críticos convencionais, o álbum recebeu uma pontuação média de 76, com base em 32 comentários.

## Ficha técnica
- George Lewis Jr. - Vocals, produção
- Wynne Bennett - Vocal de apoio

### Outro pessoal
- Michael H. Brauer - Mixagem
- Ryan Gilligan - Mix Assistente e pro-tools engenheiro
- Leon Kelly - Engenheiro assistente de gravação
- Mixado na Electric Lady Studios, NY

## Paradas
| Parada (2012)                   | Posição |
| ------------------------------- | ------- |
| Belgian Albums Chart (Flanders) | 162     |